# Second 9
『second 9』（セカンド・ナイン）は、2008年7月9日に発売された、9nineの2枚目のスタジオ・アルバム。

## 収録曲
1. awake [3:50]
作詞：山下知恵
作曲・編曲：石原慎一郎
2. sky [3:36]
作詞：As
作曲：安井宏之
編曲：戸倉弘智
3. メリーゴーランド [4:29]
作詞：山下知恵
作曲：マスカレード・ポロ
編曲：山田章典
4. 砂の城 [3:39]
作詞：山下知恵
作曲：天野月子
編曲：山田章典
5. 漂流少女 [3:48]
作詞：松井五郎
作曲：浅田信一
編曲：松井亮
6. MONSTER [4:05]
作詞・作曲：天野月子
編曲：山田章典
7. Cherry [3:42]
作詞：As
作曲：天野月子
編曲：山田章典
8. 恋花 [4:45]
作詞：As
作曲：天野月子
編曲：戸倉弘智
9. Show TIME [3:27]
作詞：山下知恵
作曲：戸倉弘智
編曲：山田章典